# Bandera de Creixell
La bandera oficial de Creixell té la següent descripció:
Bandera apaïsada, de proporcions dos d'alt per tres de llarg, de porpra, amb la creu de Borgonya de gules de l'escut, d'alçària 4/6 de la del drap, al centre.
Va ser aprovada el 25 de novembre de 2008 i es va publicar en el DOGC el 9 de desembre del mateix any amb el número 5274.